# Olta Boka
Olta Boka (Tirana, 4 de novembre de 1991) és una cantant de pop albanesa. Representà Albània al Festival d'Eurovisió de 2008 amb la cançó Zemrën e lamë peng, obtenint la 17a posició.